# Umweltauditgesetz
Das Umweltauditgesetz (UAG) dient in Deutschland der Ausführung der Verordnung (EG) Nr. 1221/2009.
Es setzt wesentliche Teile des Europäischen Umweltmanagementsystems (EMAS) um. Dies wurde von der Europäischen Union entwickelt und ist ein Gemeinschaftssystem aus Umweltmanagement und Umweltbetriebsprüfung für Organisationen, die ihre Umweltleistung verbessern wollen.
Im Umweltauditgesetz ist u. a. das Zulassungs- und Aufsichtssystem für die Umweltgutachter geregelt. Es konstituiert den Umweltgutachterausschuss (UGA), der die Aufgabe hat, das Bundesumweltministerium im Bereich dieses freiwilligen Öko-Audits zu beraten, Richtlinien zur Anwendung des Umweltauditgesetzes zu erlassen und die Verbreitung von EMAS im Bundesgebiet zu fördern.